# Miś Wojtek (gra planszowa)
Miś Wojtek – planszowa gra edukacyjna opracowana przez Instytut Pamięci Narodowej.

## Historia
Gra została opracowana przez polskiego projektanta gier Karola Madaja. Jako pierwowzór posłużyła gra przygotowana przez Olę i Magdę Gąsiorek na konkurs w jednej z wrocławskich szkół. Geneza powstania gry związana jest z chęcią przybliżenia młodszym pokoleniom historii Polski i jej bohaterów, w tym tych mniej znanych. Tytułowy Wojtek, syryjski niedźwiedź, został odkupiony przez żołnierzy podczas wędrówki Armii Andersa z ZSRR na Bliski Wschód. Po wychowaniu stał się maskotką tej armii.
Jej premiera miała miejsce w 2018 roku. Gra została stworzona z myślą o upamiętnieniu historii Polaków wywiezionych przez Rosjan z okupowanych ziem II Rzeczypospolitej na tereny Syberii. Opowiada to przez postać niedźwiedzia Wojtka, który towarzyszył żołnierzom 2 Korpusu Polskiego podczas II wojny światowej. Uczy najnowszej historii Polski i strategicznego myślenia, jednocześnie zapewnia rozrywkę. Tytułowy Miś Wojtek jest fascynującą postacią, łączącą w sobie elementy przygody, humoru i patriotyzmu.
Instytut Pamięci Narodowej, na bazie gry Miś Wojtek, zorganizował Polonijny Turniej Gier Planszowych IPN im. Misia Wojtka. W 2024 r. odbyła się czwarta edycja turnieju.

## Zasady gry
Rozgrywka w „Misiu Wojtku” polega na przemierzaniu szlaku bojowego 2 Korpusu Polskiego, od Związku Radzieckiego, przez Bliski Wschód, Włochy aż do Wielkiej Brytanii. Gracze wcielają się w żołnierzy, którzy muszą wykonywać różne zadania, takie jak zdobywanie zaopatrzenia, walka z wrogiem czy opieka nad Wojtkiem. Gra łączy elementy strategiczne z losowymi, a jej przebieg zależy od decyzji graczy i rzutów kośćmi. W niektórych sytuacjach Wojtek może pomagać graczom. Gra jest oparta na turach rozgrywek, gracze wykonują ruchy po kolei, zgodnie z kierunkiem wskazówek zegara. Zwycięża gracz, który zbierze zestaw sześciu kart zawierających ciekawostki dotyczące Misia Wojtka (np. ulubione przysmaki).

## Autorzy
Gra powstała w Biurze Edukacji Narodowej Instytutu Pamięci Narodowej. Autorem jest Karol Madaj, a warstwę graficzną opracowała Dominika Kiszkiel. Mapy zostały przygotowane przez Tomasza Gintera, który też zajął się opracowaniem historycznym fabuły gry. Tłumaczenie gry na język angielski wykonał Russ Williams